# 李建保
李建保（1959年—），男，汉族，江西南昌人，中华人民共和国材料学家，中国共产党党员，曾任青海大学校长，海南大学校长。第十届全国政协委员，第十一届、十二届全国人大代表。

## 生平
毕业于日本东京大学材料化学专业。2008年起担任全国人大代表。2013年，担任全国人大代表。2018年，获任命为海南省人大常委会教科文卫工作委员会主任，2022年7月离职。